# Abdulaziz Hatem
Pour les articles homonymes, voir Hatem.
Abdulaziz Hatem, né le 28 octobre 1990 à Doha au Qatar, est un footballeur international qatarien, qui évolue au poste de milieu défensif à l'Al-Rayyan SC.

## Biographie

### Carrière en club
Abdulaziz Hatem joue plusieurs matchs en Ligue des champions d'Asie.

### Carrière internationale
Il reçoit sa première sélection en équipe du Qatar le 30 décembre 2009, en amical contre la Corée du Nord.
Par la suite, en janvier 2013, il participe à la Coupe du Golfe des nations. Lors de cette compétition, il joue trois matchs. Il dispute ensuite le championnat d'Asie de l'Ouest 2014. Il dispute quatre matchs lors de ce tournoi, qui voit le Qatar l'emporter en finale sur la Jordanie.
En fin d'année 2014, il participe une nouvelle fois à la Coupe du Golfe des nations. Il joue cinq matchs lors de ce tournoi, qui voit le Qatar l'emporter en finale face à l'Arabie saoudite. Par la suite, en janvier 2015, il participe à la Coupe d'Asie des nations, organisée pour la toute première fois en Australie. Il joue deux matchs lors de cette compétition, avec pour résultat deux défaites. Il dispute ensuite deux rencontres face à la Chine, lors des éliminatoires du mondial 2018.
Il inscrit son premier but en équipe nationale le 24 mars 2018, en amical contre la Syrie (2-2). En janvier 2019, il est retenu par le sélectionneur Félix Sánchez Bas afin de participer une nouvelle fois à la Coupe d'Asie des nations, organisée aux Émirats arabes unis. Lors de cette compétition, il joue six matchs. Il inscrit deux buts, en quart de finale face à la Corée du Sud, puis lors de la finale gagnée face au Japon.
Le 11 novembre 2022, il est sélectionné par Félix Sánchez Bas pour participer à la Coupe du monde 2022.

## Palmarès

### En club
- Vainqueur de la Coupe du Qatar en 2019 avec Al-Gharafa
- Finaliste de la Coupe Crown Prince de Qatar en 2010 et 2011 avec Al-Arabi
- Vainqueur de la Coupe Sheikh Jassem du Qatar en 2010 et 2011 avec Al-Arabi

### En sélection
- Vainqueur de la Coupe d'Asie des nations en 2019 avec l'équipe du Qatar
- Vainqueur de la Coupe du Golfe des nations en 2014 avec l'équipe du Qatar
- Vainqueur du championnat d'Asie de l'Ouest en 2014 avec l'équipe du Qatar